# Чашка Олег Іванович
Олег Іванович Чашка (рос. Олег Иванович Чашка; нар. 15 травня 1966, Сєвєродонецьк, Луганська область, УРСР) — радянський та російський футболіст українського походження, виступав на позиціях захисника та півзахисника.

## Життєпис
Вихованець ворошиловградського футболу, всю кар'єру провів у Ленінграді/Санкт-Петербурзі. У 1984 році зіграв 21 матч за «Динамо», в 1987-1989 року перебував у складі «Зеніту», провів п'ять матчів у чемпіонаті 1989 року. У 1990-1992 виступав у нижчих лігах за «Кіровець»/«Космос-Кіровець». Згодом брав участь у чемпіонаті Санкт-Петербурга, у тому числі й за «Зміну» (1 матч).